# Caulokaempferia secunda
Caulokaempferia secunda är en enhjärtbladig växtart som först beskrevs av Nathaniel Wallich, och fick sitt nu gällande namn av Kai Larsen. Caulokaempferia secunda ingår i släktet Caulokaempferia och familjen Zingiberaceae. Inga underarter finns listade i Catalogue of Life.